# 比托伊卡姆 (亞利桑那州)
比托伊卡姆（英語：Pitoikam）是位於美國亞利桑那州皮馬縣的一個非建制地區。該地的面積和人口皆未知。

## 地理
比托伊卡姆的座標為31°48′40″N 111°40′46″W / 31.81111°N 111.67944°W，而該地的平均海拔高度為935米（即3068英尺）。